# 馬渕史香
馬渕 史香（まぶち ふみか、1985年9月2日 - ）は、日本の女優、モデルである。アイリンク株式会社所属。
岐阜県出身。演劇ユニットリジッター企画を主宰している。一人称は「ふみか」。

## 略歴
- 両親が舞台関係の仕事をしているため、自身も舞台に興味を持つ。
- 2004年、後にリジッター企画をともに立ち上げる中島庸介とともに劇団「ちQぎ」を旗揚げ。東京の大学に通いながら、東海地方（岐阜・名古屋）を中心に活動（〜2007年）。
- 2004年、多摩美術大学映像演劇学科企画制作発表に出演。
- 2009年8月、岐阜・名古屋でともに活動していた中島とともに空間交合（アサンブラージュ）リジッター企画を結成[2]。
- 2015年8月24日、2010年の舞台「火付け屋」の共演がきっかけで、約5年の交際を経て、お笑いユニットパップコーンの芦沢ムネトと結婚[3]（2016年5月31日発表）。
- 2017年1月、斉藤ゆきとの演劇ユニット、まるけの6年ぶりの復活を発表。

## 人物
- 趣味：観劇、ダンス
- 特技：岐阜弁、暗算、I字型バランス、片手側転、背筋
- 免許・資格：英検3級、珠算2級、暗算準1級、漢検2級、アロマ検定2級
- 愛称：ふみか姐さん、ふーみん、ふみちゃん、ふみ姉など
- チャームポイント：眉毛[4]

## エピソード
- 藍澤慶子が芸名を変更する際に「澤」の字を決めたのは馬渕である。
- 飲むヨーグルトは飲めない。唐辛子は苦手だが、辛子、ショウガ、わさびは好き。パクチーは食べられない[5]。
- 結婚を発表した当日(2016年5月31日)、夫である芦沢ムネトが出演するラジオ番組TOKYO FM「SCHOOL OF LOCK!」にて、夫婦そろって出演し、2人の馴れそめなどを電波に載せる[6]。

## 出演

### 映画
- 2010年 『話のつづき』
- 2012年 『貞子3D』
- 2015年 『イニシエーション・ラブ』
- 2016年 『少女椿』
- 2017年 『サバイバルファミリー』
- 2017年 『一週間フレンズ。』

### テレビドラマ
- 私が恋愛できない理由（2011年、フジテレビ）
- 妖怪人間ベム 第1話（2011年、日本テレビ）
- 監察医 篠宮葉月 新・死体は語る（2011年、テレビ東京）
- ハガネの女 第5話（2011年、テレビ朝日）
- 外科医 鳩村周五郎 9（2012年、フジテレビ）- ハイヒール女 役
- 数学♥女子学園（2012年、日本テレビ）
- もう誘拐なんてしない（2012年、フジテレビ）
- 孤独のグルメ Season3 第9話（2013年9月4日、テレビ東京）- 妊婦客 役[7]
- 法医学教室の事件ファイル 37スペシャル（2013年、テレビ朝日）
- 松本清張没後20年スペシャル・寒流（2013年、TBS）[8]
- 最も遠い銀河（2013年、テレビ朝日）
- 好好!キョンシーガール〜東京電視台戦記〜（2013年、テレビ東京）
- LINK（2013年、WOWOW）- 木下美幸 役 [9]
- 立証 〜離婚弁護士 香月佳美（2013年、テレビ東京）[10]
- ジャンクション39 〜男たち、恋に迷走中！〜（2014年2月、NHK BSプレミアム）
- 本棚食堂 第1回（ニンニク篇）（2014年8月、NHK BSプレミアム）[11]
- 家庭教師が解く! 2（2014年11月、TBS）[12]
- 婚活刑事 第10話（2015年9月4日、読売テレビ）[13]
- 仮カレ♥（2015年11月3日〜、NHK BSプレミアム）- 磯野美幸 役 [14]
- 犯罪科学分析室 電子の標的2（2016年3月23日、テレビ東京）[15]

### テレビ番組
- ものスタMOVE・7スタLive（テレビ東京） - 通販モデル
- となりのマエストロ（2009年、TBS）
- タイ・セレクトNo.1 究極のタイ料理決定戦（2009年、BS朝日）[16]
- TXビジネスレポート キャノン篇/楽天編/ユニクロ篇/アサヒ飲料編/なとり篇/東武ワールドスクウェア篇（2011年、テレビ東京）
- 夜遊び三姉妹 ふるぼっこ堂（2012年、日本テレビ）
- 行列のできる法律相談所（2012年、日本テレビ）
- 全力坂（2012年、テレビ朝日）
- レコ★Hits！（2012年、日本テレビ）
- その手があったか！（2012年、フジテレビ）
- 爆報! THE フライデー（2013年、TBS）
- 幸せ!ボンビーガール（2013年、日本テレビ）
- 奇跡体験!アンビリバボー（2015年、フジテレビ）

### 舞台
| 年     | タイトル | 役割                                             | 開催場所                                         |
| ------ | --- | ------------------------------------------------ | ------------------------------------------------ |
| 2004年 | 劇団ちQぎ旗揚げ公演「＝【イコール】」                                                                                                 | 出演／中嶋 役                                    | 岐阜・御浪町ホール                               |
| 2004年 | 多摩美術大学映像演劇学科 共同研究「自来也」                                                                                           | 出演／自来也D 役                                 | 上野毛キャンパス・演劇スタジオ                   |
| 2005年 | 多摩美術大学映像演劇学科 企画制作発表「ザ7×7夜〜見えないドラゴン。あと、羊〜」                                                        | 出演／シオン 役                                  | 上野毛キャンパス・演劇スタジオ                   |
| 2005年 | 多摩美術大学映像演劇学科 企画制作発表「ロリポッポー」                                                                                 | 出演                                             | 上野毛キャンパス・演劇スタジオ                   |
| 2005年 | 劇団ちQぎ第3回公演「魔女のスープ」 | 出演／マリー 役                                  | 岐阜・御浪町ホール                               |
| 2007年 | Rock Musical Project #001 「ロッケンロールファイヤー！！」                                                                            | 出演／岡本史香                                   | 全労済ホール・スペースゼロ                       |
| 2007年 | 劇団ザ・ニートニク第4回公演 「民宿チャーチの熱い夜5」                                                                                 | 出演／石川 役                                    | タイニイアリス                                   |
| 2007年 | 月蝕歌劇団公演「寺山修司 —過激なる疾走—」                                                                                             | 出演／にんじん役etc.                             | 紀伊國屋ホール                                   |
| 2007年 | 劇団ちQぎ第7回公演「こちらの世界平和〜口先三千〜」                                                                                    | 出演／バズーカー 役                              | 名古屋・theatrMOON                               |
| 2008年 | S×Sプロデュース 臣太朗組公演「Sparkling」                                                                                             | 出演／大日方風香 役                              | 新宿村ライブ                                     |
| 2008年 | S×Sプロデュース 臣太朗組1.5回公演「アコギ」                                                                                           | 出演／鈴木美幸 役                                | 新宿村ライブ                                     |
| 2008年 | ももいろぞうさん「人魚とハイヒール」                                                                                                  | 出演／イソギンチャック 役etc.                    | 吉祥寺シアター                                   |
| 2008年 | ももいろぞうさん「桃色昭和歌謡ショー〜君はデートにくるのでSHOWか？〜」                                                                | 出演                                             | 浅草花やしき                                     |
| 2008年 | 宝映テレビプロダクションプロデュース「夏色グラフティー」                                                                              | 出演／美内涼 役                                  | 中野ザ・ポケット                                 |
| 2008年 | S×Sプロデュース 臣太朗組2回公演「SHOUT!!」                                                                                            | 出演／鈴木美幸 役                                | 新宿村ライブ                                     |
| 2009年 | ネヂママmaria540801＆ビビ「ネヂ」 | FASHION SHOWに出演                               | 2月11日〜15日：新宿村ライブ Stage1               |
| 2009年 | ももいろぞうさん6thアニバーサリーparty「チョコレートケーキがお好き」                                                                  | 出演／もも子 役                                  | 7月23日〜26日：PINK BIG PIG                      |
| 2009年 | リジッター企画公演 第一攻撃「ブランド」                                                                                               | 企画制作・出演／例え屋 役                        | 8月28日〜30日：荻窪メガバックスシアター          |
| 2009年 | 宇宙食堂 メニュー#05「ビッグバン貴族〜2079年、かぐや姫の手の中に満天の星空を〜」                                                      | 出演／五味ハルカ 役                              | 11月26日〜29日：新宿SPACE107                     |
| 2009年 | CUPプロデュース 寸劇×朗読劇「Gift」                                                                                                   | 企画・出演                                       | 12月20日：阿佐ヶ谷アートスペースプロット         |
| 2010年 | リジッター企画公演 第二攻撃「まぼろし」                                                                                               | 出演／菊の神 役                                  | 2月26日〜28日：新宿シアター・ミラクル            |
| 2010年 | 宇宙食堂 メニュー#06「宇宙エレベーターガール」                                                                                        | 出演／黒谷ナツミ 役                              | 4月21日〜25日：東京芸術劇場 シアターウエスト     |
| 2010年 | リジッター企画公演 第三攻撃「火付け屋」                                                                                               | 企画・出演／舞 役                                | 6月24日〜27日：新宿シアター・ミラクル            |
| 2010年 | タマコロ旗揚げ公演「想い出パレット〜ぬぷぬぷ高田馬場編〜」                                                                            | 出演／私 役                                      | 12月2日〜5日：高田馬場RABINEST                   |
| 2011年 | リジッター企画公演 第五攻撃「狂狂（くるくる）」                                                                                       | 企画・出演／モグラ 役                            | 3月9日〜13日：王子小劇場                         |
| 2011年 | パップコーンシアター第3回「金曜日が止まらない」                                                                                       | 出演／森下みどり 役                              | 3月25日〜27日：池袋シアターグリーン BASE THEATER |
| 2011年 | CUPプロデュース 寸劇×朗読劇「レイン」                                                                                                 | 企画・出演                                       | 6月25日〜26日：阿佐ヶ谷アートスペースプロット    |
| 2011年 | リジッター企画公演 第六攻撃「さいごのかみさま」                                                                                       | 企画・出演／ユダ 役                              | 8月3日〜7日：王子小劇場                          |
| 2011年 | まるけpresents「アボガドって野菜？」                                                                                                  | 企画・出演／ゆう子 役                            | 10月20日〜23日：高田馬場RABINEST                 |
| 2012年 | リジッター企画公演 第六．五攻撃「いっぽんの木」                                                                                       | 企画・出演                                       | 2月10日〜12日：pit北／区域                       |
| 2012年 | リジッター企画公演 第八攻撃「林檎ト大地ノ黙示録」                                                                                     | 企画・出演／アノ代 役                            | 9月18日〜23日：中野ザ・ポケット                  |
| 2013年 | リジッター企画 第九攻撃「あるオト、あるヒカリ、あるカラダ、あるコトバ、あるミライ、そのタもろもろ、の、あるケシキ」                   | 企画・出演／お母さん 役                          | 2月14日〜17日：新宿ゴールデン街劇場              |
| 2013年 | （有）キィーワード「ゆめのつづき」 | 出演／五十嵐 由美 役                             | 3月19日〜24日：笹塚ファクトリー                  |
| 2013年 | リジッター企画 第十攻撃「でんでんむしのからのなか」                                                                                   | 企画・出演／スマイリー 役                        | 7月10日〜15日：萬劇場                            |
| 2013年 | 鬼FES.2013 リジッター企画「きぃちゃんのいない世界はなんだか不思議です、」                                                             | 出演／フユコ 役                                  | 9月15日：シアター風姿花伝                        |
| 2014年 | リジッター企画公演 再攻撃 第一弾「まぼろし」                                                                                          | 企画・出演／菊の神 役                            | 3月20日〜23日：SPACE 雑遊                        |
| 2014年 | はちみつシアター vol.11「ロミミ」 | 出演／ヒタチ 役                                  | 6月25日〜29日：テアトルBONBON                    |
| 2014年 | リジッター企画公演 第十一攻撃「ミロウのヴィーナス」                                                                                   | 企画・出演／キノ子 役                            | 8月6日〜10日：吉祥寺シアター                     |
| 2015年 | リジッター企画公演 第十二攻撃「誰がための笛は鳴る」                                                                                   | 企画・出演／ハリガネ 役                          | 5月8日〜18日：吉祥寺シアター                     |
| 2015年 | リジッター企画公演 再攻撃 第三弾「クルりクルりと、光の方へ」                                                                          | 企画・出演／エイガ 役                            | 9月30日〜10月4日：サンモールスタジオ             |
| 2016年 | リジッター企画公演 再攻撃 第四弾「もしも、シ 〜とある日の反射〜」                                                                     | 企画・出演／ミヤコ役                             | 3月6日〜3月20日：吉祥寺シアター                  |
| 2016年 | リジッター企画公演 再攻撃 第五弾「2016年版 あるオト、あるヒカリ、あるカラダ、あるコトバ、あるミライ、そのタもろもろ、の、あるケシキ」 | 企画・出演／娘役（あるミライと、そのタもろもろ） | 7月28日〜7月31日：ナンジャーレ（愛知県名古屋市） |
| 2016年 | 「アヒルと鴨のコインロッカー」 | 出演／書店員役                                   | 9月14日〜9月19日：中野ザ・ポケット               |
| 2016年 | リジッター企画公演 朗読劇 「ようせいのしっぽ」                                                                                        | 企画・出演                                       | 11月1日〜11月30日：東中野バニラスタジオ          |
| 2017年 | まるけpresents ’17夏「言草(ことのは)Pillow Talk」                                                                                     | 企画・出演                                       | 7月21日〜7月26日：新宿眼科画廊 スペース地下      |
| 2018年 | リジッター企画公演 第十四攻撃『そこのこと』                                                                                           | 企画・出演                                       | 1月17日〜1月21日：CBGKシブゲキ!!                 |

### CM
- 映画「雷桜」YouTube「泣きガール」- 史香編[45]（2010年）
- 静清信用金庫「はなそう篇」（2010年）
- キリン「FREE」（2010年）
- TOKAI「ウォーターサーバー」
- SoftBank
- コロプラ「魔法使いと黒猫のウィズ」街編（2013年）
- 西友「みなさまのお墨付き」美菜様のお墨付き篇 [46]（2013年）
- ポリデント「ポリグリップ」
- FNS27時間テレビ（2014年）
- タカラレーベン「日めくりカレンダー 2015/1/15」[47]（2014年）
- 上田ハーローFX「杉村太蔵デモトレード・トライアルキャンペーン」[48]（2015年）
- 花王「ビオレさらさらパウダーシート」[49]（2015年）
- ピックルス「ご飯がススム～キムチをかけた争い編～」[50]（2016年）

### モデル
- 美人時計
- 株式会社イスト
- PARTY☆PARTY
- DAFLOID
- 主婦と生活社「お灸女子1年生」[51]（2011年）
- ファイザー製薬「生活習慣病オンライン」[52]
- 上田嘉一朗商店
- 谷沢製作所

### 雑誌
- 中野区タウン誌「おこのみっくす」特別編集号「東中野のミカタ」（2013年7月）
- リクルート「関東東北じゃらん」（2014年6月号、10月号、11月号）
- リクルート「ケイコとマナブ」（2014年7月号）

### MV
- ポルカドットスティングレイ 「エレクトリック・パブリック」[53]（2017年2月） - ニュースキャスター（夫婦で出演）

### その他
- 2015年
  - WALLOP放送局『ə kogare -アコガレ-「鈴木優梨・藍澤慶子」』ゲスト出演（7/2、12/3）[54]
  - グラ☆スタ！撮影会（9/19）
  - トークイベント「リジッター企画の、これからのこと、少し前のこと、つまりは、戯言。」（下北沢駅前劇場）[55]（12/15）
- 2016年
  - 未確認フェスティバル2016（8/27）- MCリジッター
  - グラ☆スタ！撮影会（9/21）
- 2017年
  - グラ☆スタ！馬渕史香・藍澤慶子バースデー記念スペシャルイベント（9/17）